# San Vito Lo Capo
San Vito Lo Capo er en italiensk by (og kommune) i regionen Sicilien i Italien, med omkring 4.814(2023) indbyggere.  